# Hyperolius adspersus
Hyperolius adspersus es una especie de anfibios de la familia Hyperoliidae.
Habita en Angola, Camerún, República del Congo, República Democrática del Congo, Gabón y posiblemente Guinea Ecuatorial.
Su hábitat natural incluye praderas húmedas o inundadas en algunas estaciones, pantanos, marismas de agua dulce, corrientes intermitentes de agua dulce, jardines rurales, zonas previamente boscosas ahora degradadas, estanques y canales y diques.